# Georg Friedrich Schmidt

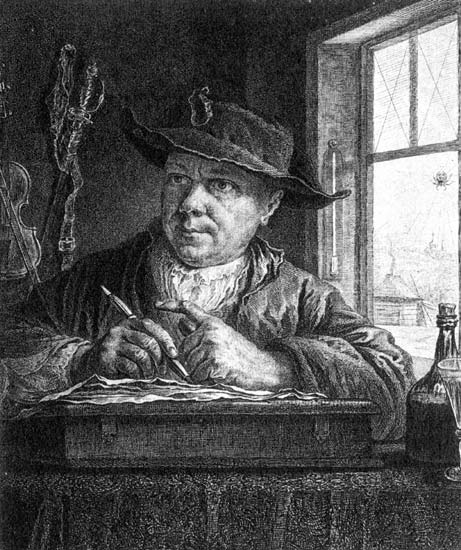
Georg Friedrich Schmidt.

Georg Friedrich Schmidt, född den 24 januari 1712 i Berlin, död där den 25 januari 1775, var en tysk konstnär.
Schmidt var elev till Busch vid Berlins akademi och till Larmessin i Paris. Den senare biträdde han bland annat med att återge Lancrets målningar. År 1742 stack Schmidt sitt mästerliga porträtt av Pierre Mignard (efter Rigaud), vilket trots att han var protestant förskaffade honom diplom som ledamot av franska konstakademien. År 1744 fick han av Fredrik II anställning i Berlin som hovkopparstickare, och 1757 kallades han av kejsarinnan Elisabet till Sankt Petersburg, där han verkade till 1762, graverade kejsarinnans porträtt (efter Tocqué) och grundlade en skola för kopparstickare. Efter sin återkomst till Berlin ägnade han sig huvudsakligen åt raderingskonsten. Han imiterade därvid Rembrandts maner och lyckades uppnå mycket av den måleriska verkan, som kännetecknar Rembrandts blad. Han anses som Tysklands mest glänsande kopparstickare i linjemaneret på 1700-talet, och hans alstring uppgår till omkring 140 stick och 150 raderingar; några av de tidigare arbetena är signerade av hans lärare. Som hans mest framstående verk, utom det ovan nämnda porträttet av Mignard, räknas porträtt av August III av Polen, greve Esterházy och Latour samt studiehuvud och andra framställningar efter Rembrandt. Bland biografier märks verk av Crayen (1789), Jacoby (1815), Apell (1887) och Wessely (samma år).